# اندیس کرسوان
کرسوان یک اندیس غیرفلزی است که در حوالی شهر سنقر استان کرمانشاه قرار دارد و مادهٔ معدنی موجود در آن، فلدسپات است.سنگ میزبان این اندیس ریولیت است و دیرینگی آن به دوران ژوراسیک می‌رسد. در این اندیس، پاراژنز‌های سیلیس یافت می‌شوند.